# Oscar Bentzon Gyllich
Oscar Bentzon Gyllich (Denemarken,Slot Frederiksborg, 3 september 1847- Finland, Turku, 15 maart 1899) was een operazanger van Deense komaf, maar kan beter gezien worden als Scandinavisch zanger. Zijn stembereik was bariton.

## Achtergrond
Oscar Bentzon von Gyllich ("von" sneuvelde) werd geboren in het gezin van gouverneur, ritmeester en kasteelheer Geert S. von Gyllich (Geert Sørensen von Güllich, 1793-1872) en  Margarethe de Flindt (1804-1881). Hij was na Maria Sophia (1839), Gustava Lucie Pauline (1843) en Frederik Oscar (1845) het vierde kind. Hij werd geboren in het kasteel van Frederik VII van Denemarken. Hij wilde eerst jurist worden, maar moest vanwege een oogziekte afzien van verdere studie. Zijn beroep werd telegrafist, eerst in Engeland bij The Greath Northern Telegraphy Company, vervolgens in Sjanghai en daarna in Helsinki, toen nog deel uitmakend van het Russische keizerrijk.

## Muziek
In 1866 zong hij reeds met ongeoefende stem tijdens een concert in Kopenhagen onder leiding van de Deense componist Jospeh Glaser. Tijdens werk in Helsinki kwam hij te zingen in het Nya Svenska Teatern aldaar. Hij zong op 27 december 1876 (nog steeds) zonder enige muzikale opleiding mee in de opera Rigoletto van Giuseppe Verdi. Hij zou een krachtige stem hebben gehad en viel ook in goede aarde bij collegae. Hij was voor circa vier jaar verbonden aan dat theater, toen in 1880 de opera-afdeling werd opgeheven. Hij was toen echter al aan het zingen in het Mindre Teatern te Stockholm. Ook daar zong hij een rol in Rigoletto maar ook in Il Trovatore, eveneens van Verdi. Vanaf 1881 was hij voor twee jaar te zien en te horen in toenmalig Christiania (nu Oslo), zong vervolgens in het Vasateatern in Stockholm (1886-1887) en vervolgens in Göteborg. Hij gaf destijds ook talloze concerten in Noord-Europa waarbij hij liederen zong. In 1890 trok hij zich echter terug in Finland, eerst in Vipori en later naar een Russisch telegraafstation in Turku.
Composities:
- Tre sange (Hvad hjelper det; Sångarens hem; Laer mig nattens stjerne) uitgegeven bij Brødrene Hals dan wel Håkonsen 1885
- Var det en dröm (manuscript)
- Hvad hviskar des susande skogen (manuscript uit 1900)

Enkele concerten:
- 13 juni 1882: Tivoli te Oslo, aangekondigd als operazanger uit Stockholm
- 20 juli 1884: eveneens Oslo, concert met Olefine Moe en anderen met de Tivoli-kapel